# Luis Cernuda
Luis Cernuda (născut Luis Cernuda Bidón) (n. 21 septembrie 1902, Sevilla, Andaluzia, Spania – d. 5 noiembrie 1963, Ciudad de México, Mexic) a fost un poet spaniol, ce ulterior s-a stabilit în Mexic.

## Opera
- 1927: Profilul aerului ("Perfil del aire");
- 1934: Unde sălășluiește uitarea ("Donde habite el olvido");
- 1936: Tânărul marinar ("El joven marino");
- 1943: Norii ("Las nubes");
- 1947: Asteptând zorile ("Como quien espera el alba");
- 1952: Variațiune pe temă mexicană ("Variaciones sobre tema mexicano");
- 1957: Studii asupra poeziei spaniole contemporane ("Estudios sobre poesía española contemporánea");
- 1960: Poezie și literatură ("Poesía y literatura").